# Простой штык со шлагом
Просто́й штык со шла́гом (от нидерл. steek и нем. Schlag; англ. Round Turn and Two Half Hitches) — морской крепёжный временный узел. Служит для крепления тросов и перлиней при швартовке за кнехты, битенги и палы. Надёжен. Может быть завязан и развязан под натяжением; уже первый обнос достаточно сильно фиксирует трос на предмете, к которому привязан. Может быть использован для буксировки, крепления шлюпки, крепления груза. Применяли для крепления троса к якорю, потому называли «якорным узлом». Простой штык со шлагом подходит, если толщина огона и троса различаются.

## Способ завязывания

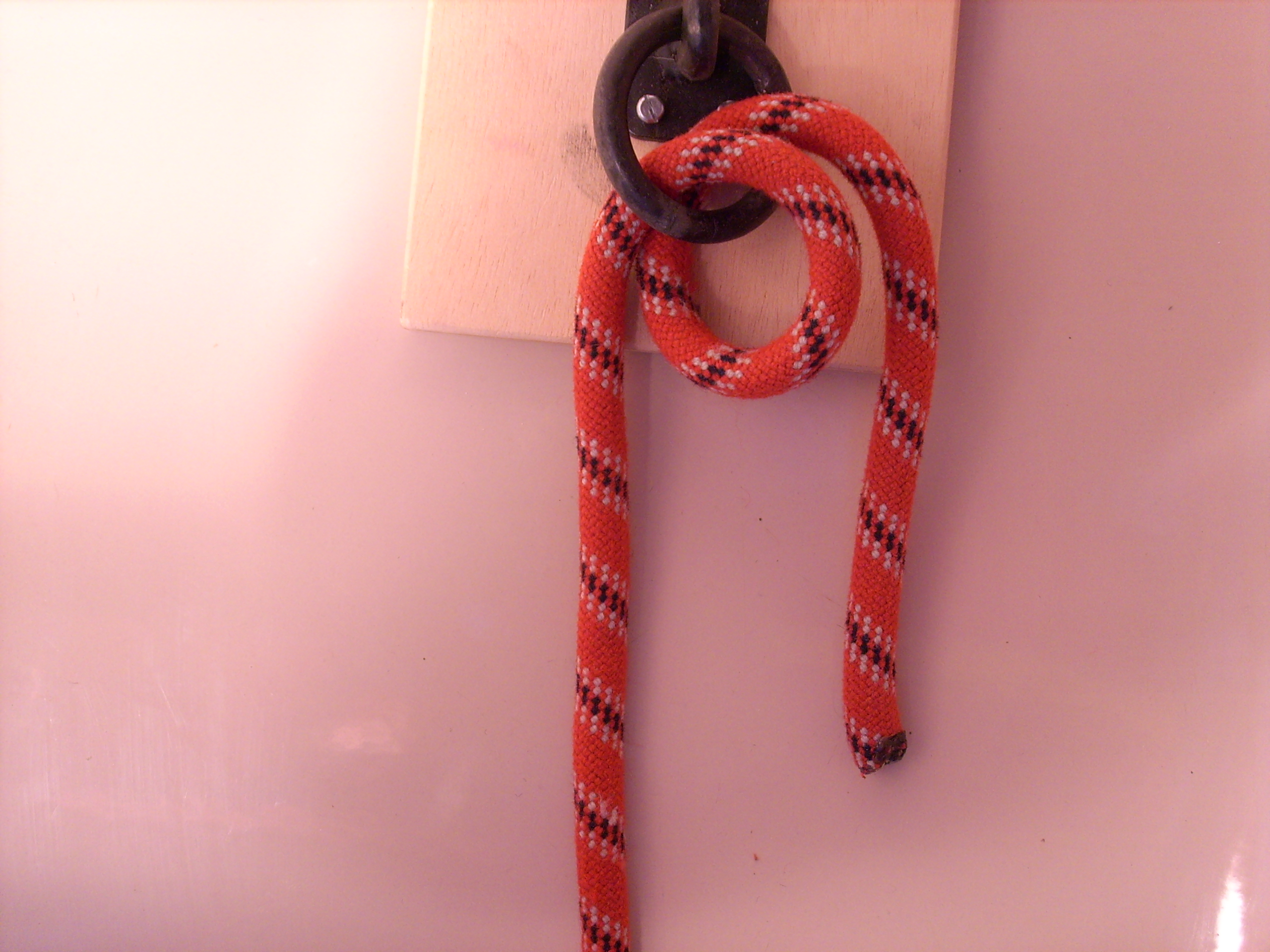
1. Сделать шлаг на опоре.
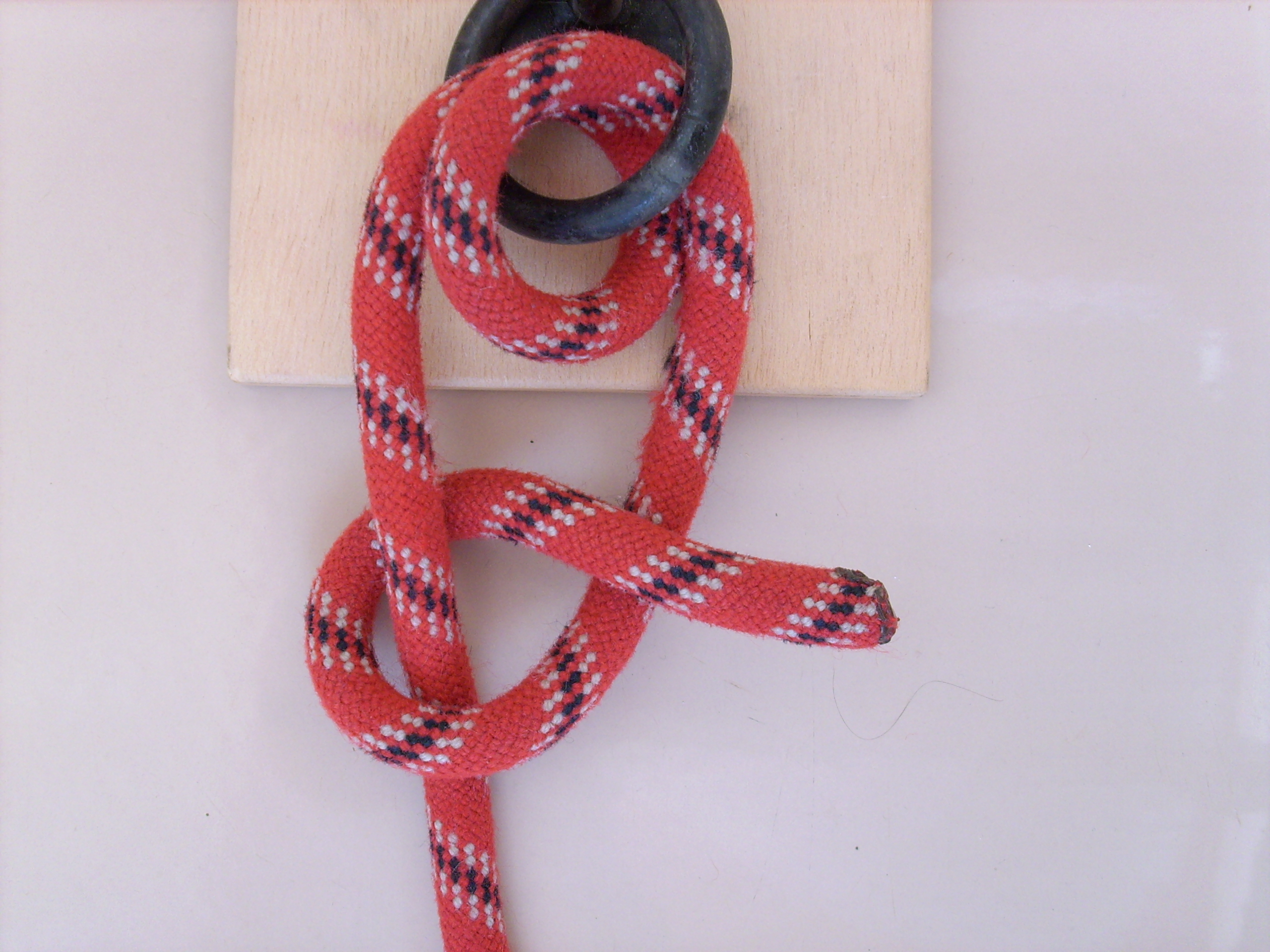
2. Сделать первый полуштык.
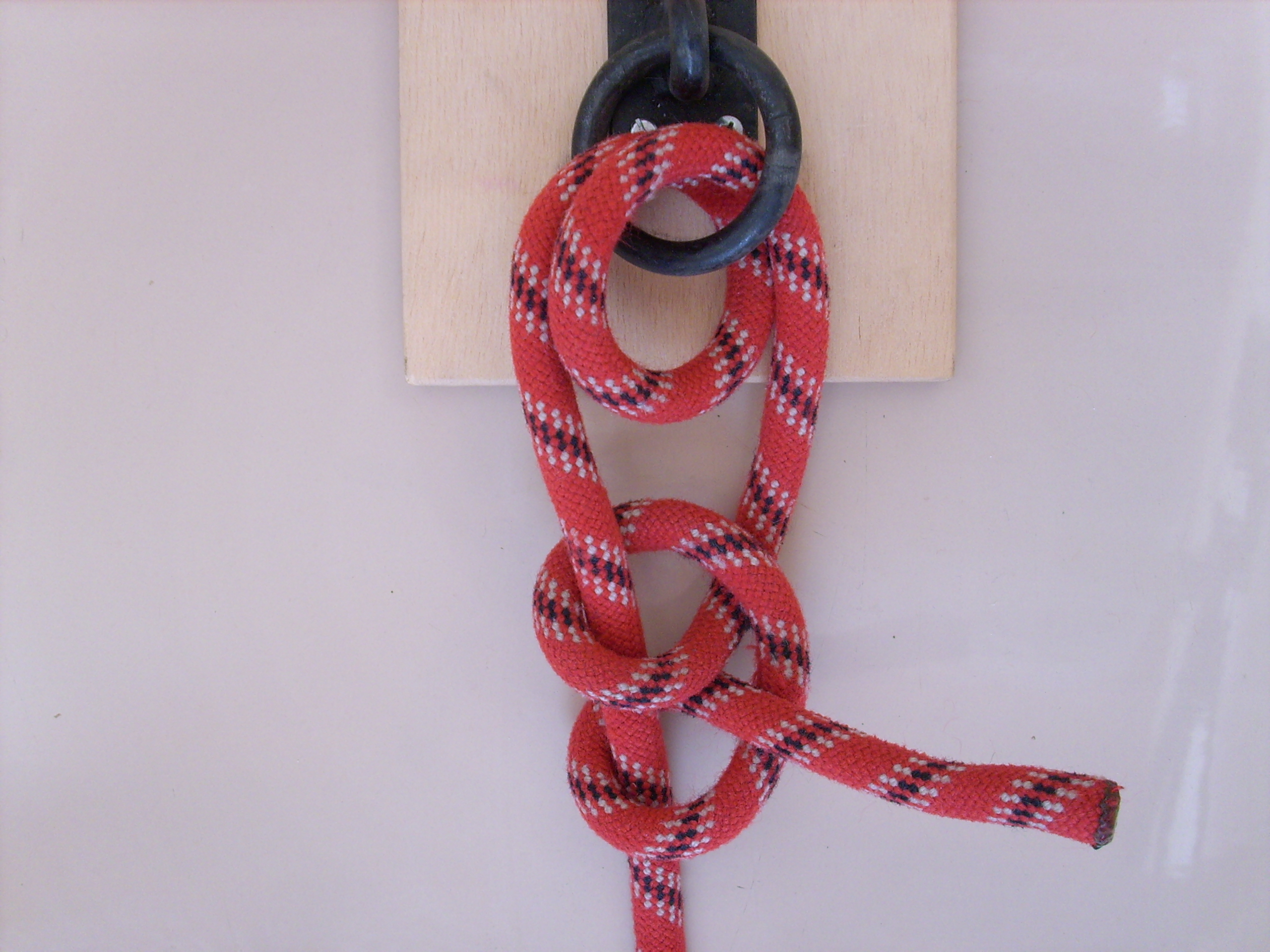
3. Сделать второй полуштык и закрепить ходовой конец троса за коренной.

## Признаки
Плюсы
- Узел — прост
- Узел — надёжен (если ходовой конец прикреплён к коренному схваткой)
- Легко развязывать

Минусы
- Необходима обязательная прихватка ходового конца троса за коренной

## Применение
В морском деле
- Применяли при большой рывковой нагрузке — швартовке[11], буксировке

В спортивном туризме
- Применяют в спортивном туризме как один из нескольких вариантов узлов для привязывания навесной переправы за опору, но после шлага делают 3 полуштыка и контрольный (скользящий) узел